# 駐日クロアチア大使館

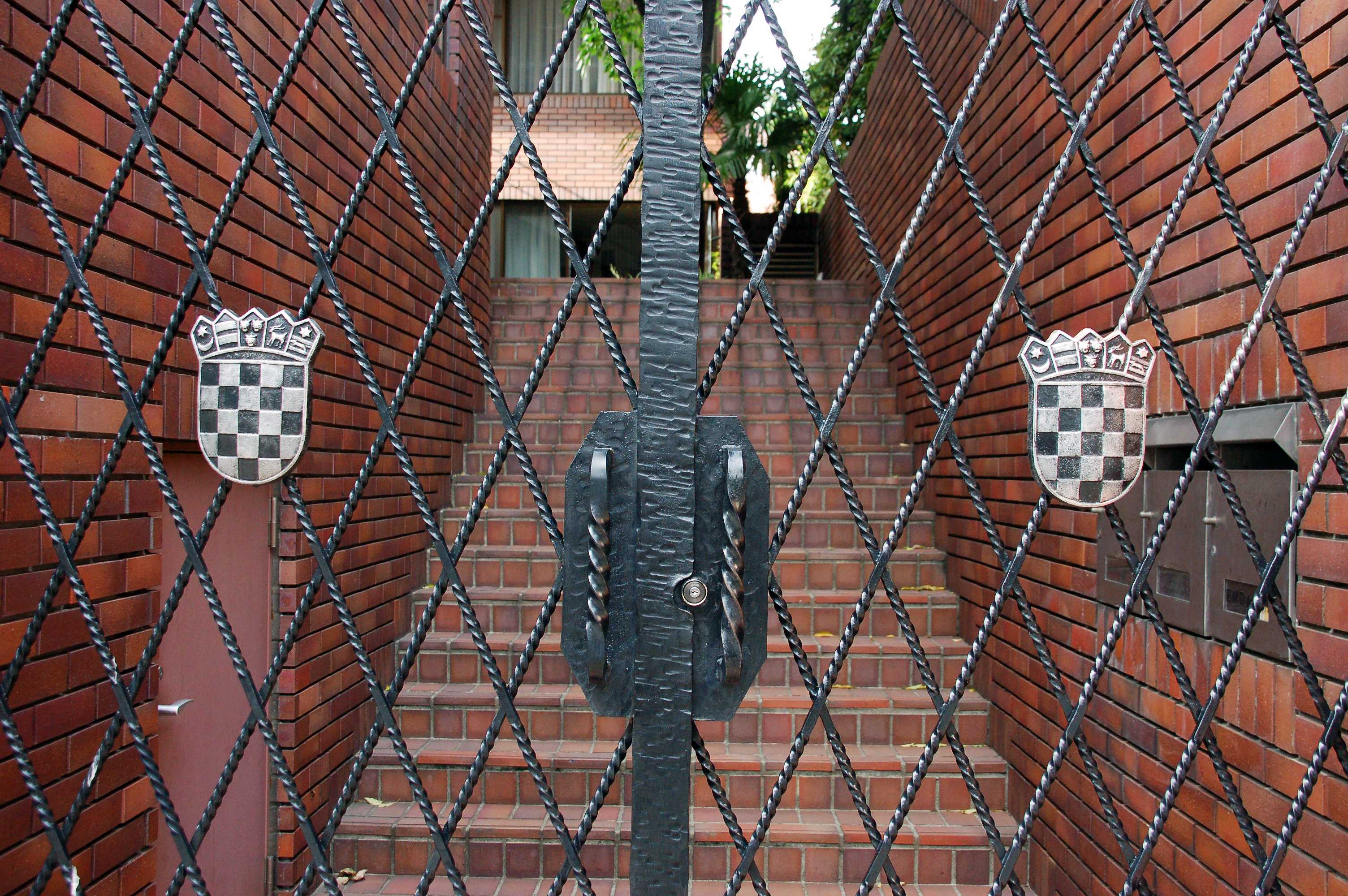
駐日クロアチア大使館の門扉（2006年）

駐日クロアチア大使館（クロアチア語: Veleposlanstvo Hrvatske u Japanu、英語: Embassy of Croatia in Japan）は、クロアチアが日本の首都東京に設置している大使館である。在東京クロアチア大使館（クロアチア語: Veleposlanstvo Hrvatske u Tokiju、英語: Embassy of Croatia in Tokyo）とも。
1991年6月25日、クロアチアがユーゴスラビア社会主義連邦共和国からの独立を宣言。1992年3月17日、日本が主権国家としてのクロアチアを承認。1993年3月5日に両国間の外交関係が樹立され、同年中に大使館が開設された。

## 所在地
| 日本語             | 〒150-0012 東京都渋谷区広尾3-3-10        |
| クロアチア語・英語 | Hiroo 3-3-10, Shibuya-ku, Tokyo 150-0012 |
| アクセス           | 東京メトロ日比谷線広尾駅4番出口          |

## 大使
2015年12月25日より、ドラジェン・フラスティッチが特命全権大使を務めている。

## ギャラリー

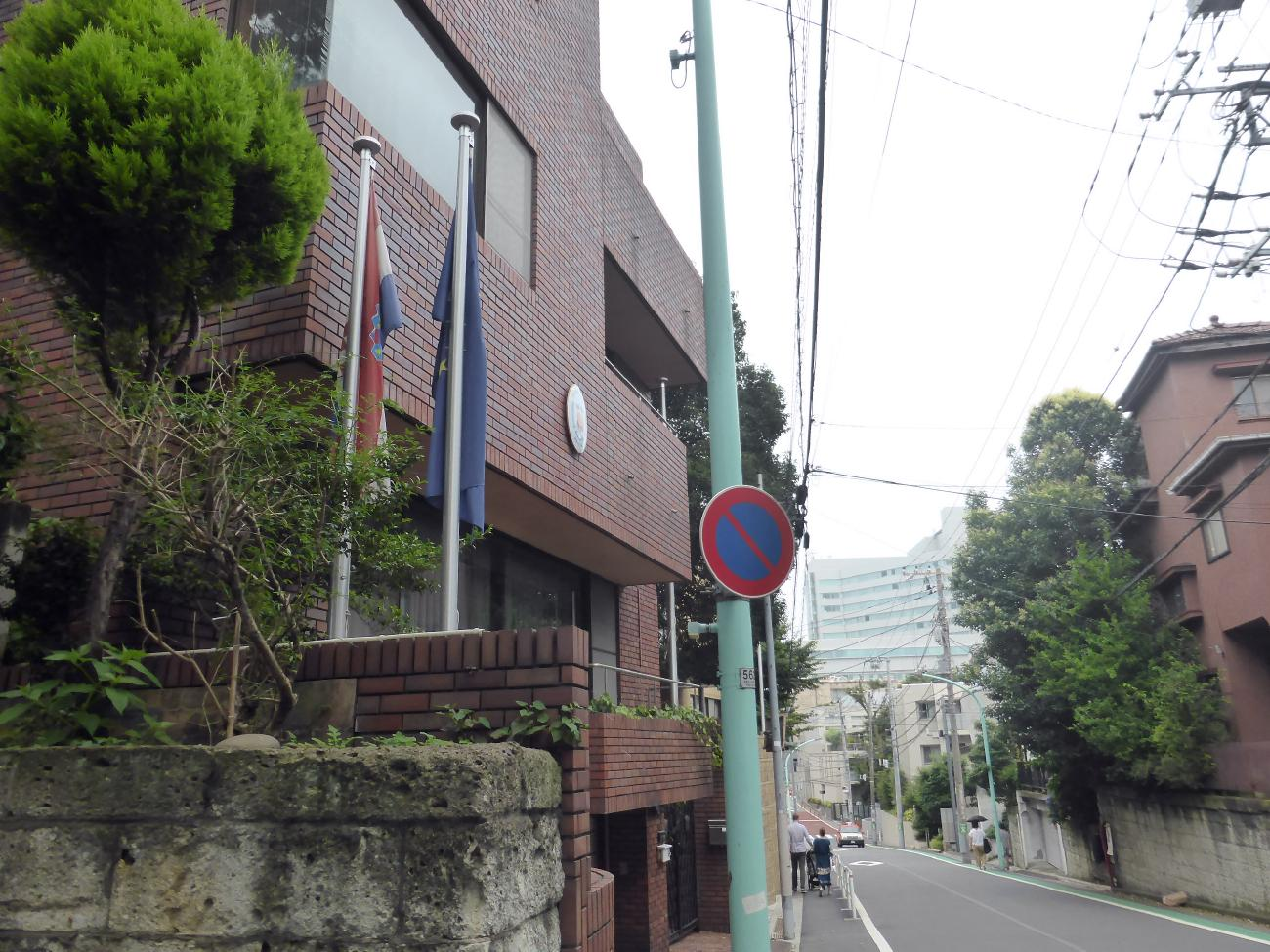
クロアチア国旗と奥に見える日本赤十字社医療センター
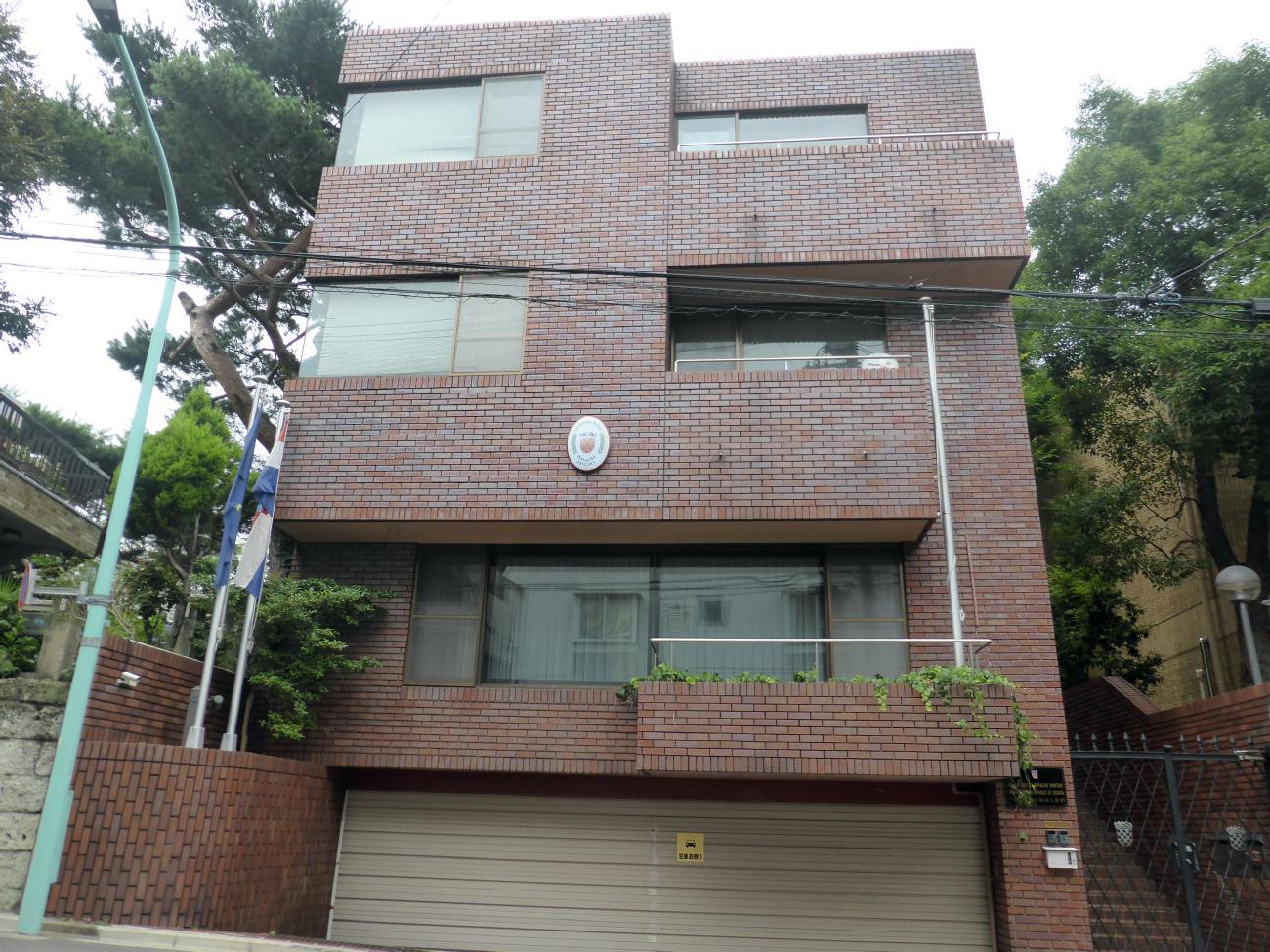
クロアチア大使館全景
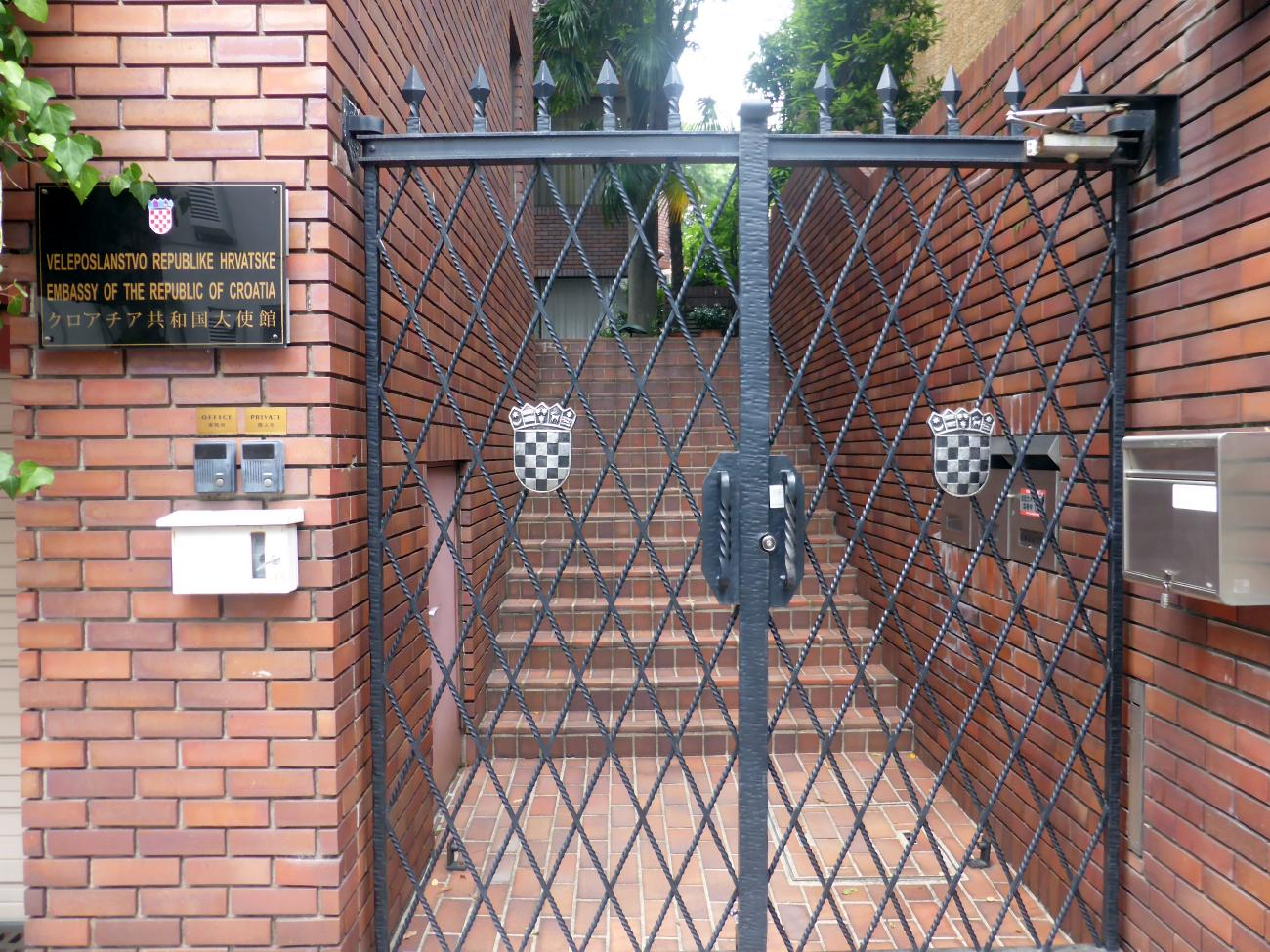
クロアチア大使館正門
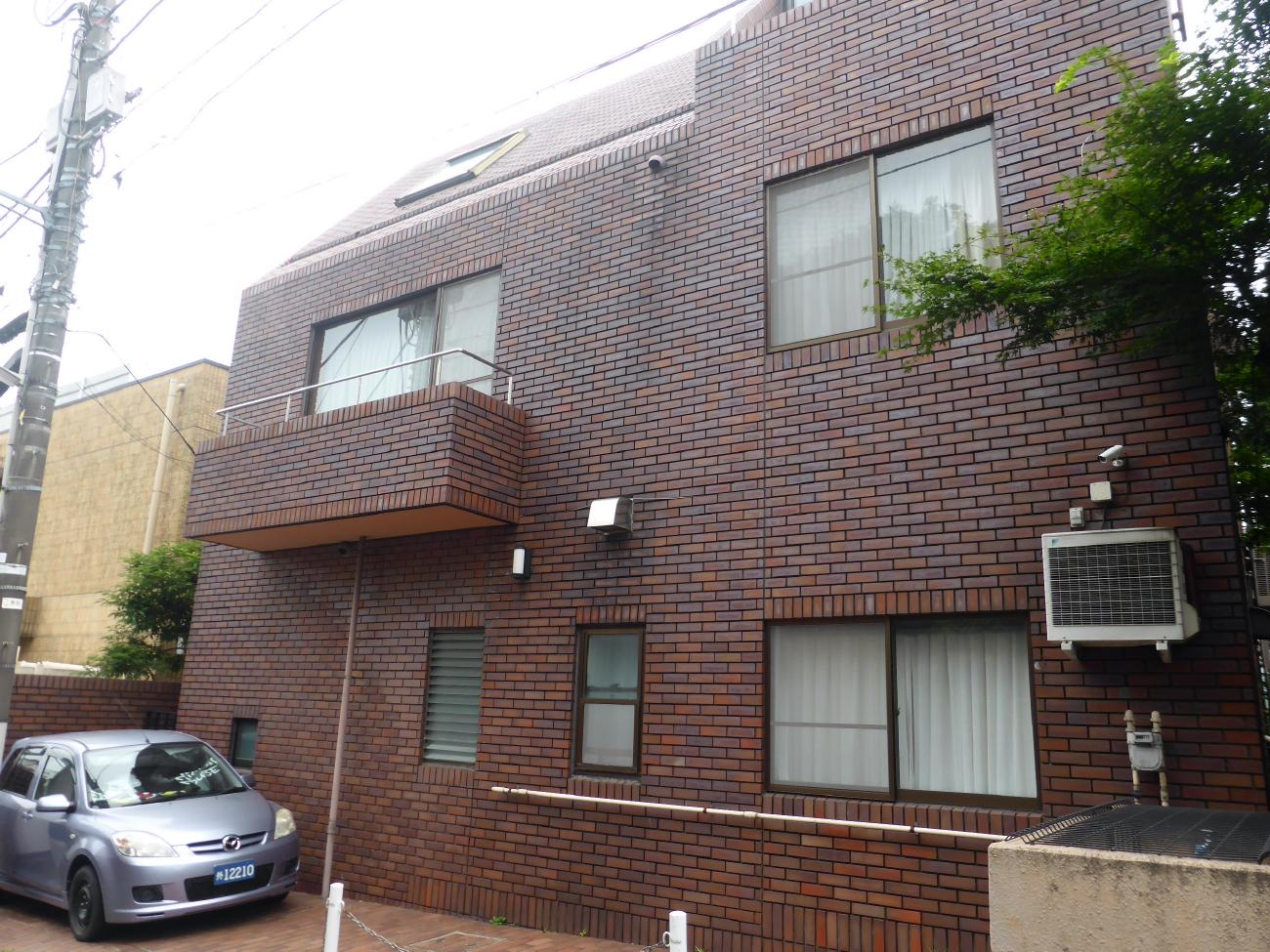
クロアチア大使館裏の官舎